# Такка
Такка (Tacca) — рід багаторічних трав'янистих рослин, в даний час включається в родину діоскорейних (Dioscoreaceae) або ж виділяється в окрему однотипну родину таккових (Taccaceae Dumort., 1829, nom. cons.).
Майже всі види роду в природних умовах поширені в тропічних регіонах Старого Світу. Найбільша різноманітність видів відзначається в Південно-Східній Азії. Один вид виростає в Центральній Африці, один — в північній Австралії. У Новому Світі такка представлена лише одним видом, такка Паркера, що виростає в Південній Америці.
Ростуть у вологих вічнозелених лісах екваторіального і субекваторіального поясів. Такка пальчаста і Китайський мишоцвіт (Тасса chantrieri) можуть рости і в більш сухих лісах. Tacca leontopetaloides поширена найбільш широко і виростає не тільки в лісах, а й у саванах, на луках, які бувають вологими тільки протягом частини року. Такка виростають майже виключно на рівнинах, однак такка пальчаста може рости і на висоті до 1500 м над рівнем моря.